# DDR-Meisterschaften im Schwimmen 1976

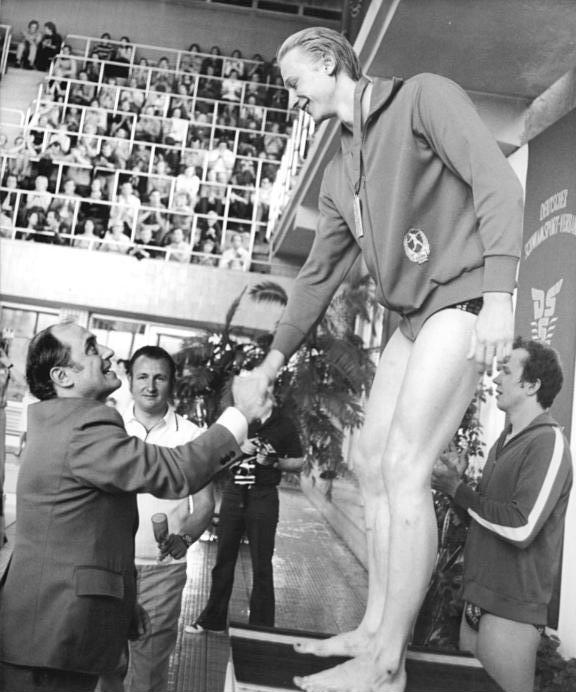
Roger Pyttel bei der Siegerehrung über 200 m Schmetterling.

Die DDR-Meisterschaften im Schwimmen wurden 1976 zum 27. Mal ausgetragen und fanden vom 1. bis 5. Juni in Berlin statt. Austragungsstätte war die Schwimmhalle des Sportforums Hohenschönhausen, in der auf 29 Strecken (15 Herren / 14 Damen) die Meister ermittelt wurden. Mit neun Titeln war der SC Dynamo Berlin die erfolgreichste Mannschaft und Roger Pyttel vom SC DHfK Leipzig, der sechs Titel gewann, der erfolgreichste Sportler dieser Meisterschaft.
Bei den Meisterschaften gab es eine Flut von Weltrekorden. Die Frauen stellten allein fünfzehn neue Rekorde auf, lediglich über die 200 m Brust wurde eine Bestmarke verfehlt. Kornelia Ender blieb über 200 Meter Freistil als erste Frau unter der Zwei-Minuten-Grenze. Rosemarie Gabriel verbesserte im Finale über 200 Meter Schmetterling nochmals ihren Rekord aus dem Vorlauf. Ulrike Richter stellte als Startschwimmerin der 4-mal-100-Meter-Lagenstaffel eine neue Bestleistung über 100 Meter Rücken auf. Damit verbesserte sie die Bestmarke von Kornelia Ender aus dem Einzelfinale. Bei den Männern sorgte Roger Pyttel für neue Rekorde. Auch er verbesserte im Finale über 200 Meter Schmetterling nochmals seinen Weltrekord aus dem Vorlauf. Dabei blieb er als erster Mann unter der Zwei-Minuten-Grenze. Über 100 Meter Schmetterling stellte er im Vorlauf noch einen neuen Europarekord auf.

## Herren
| Wettbewerb          | Gold                                                                               | Gold         | Silber                              | Silber       | Bronze                              | Bronze       |
| 100 m Freistil      | Roger Pyttel SC DHfK Leipzig                                                       | 51,98 s      | Lutz Wanja ASK Vorwärts Potsdam     | 53,36 s      | Peter Bruch SC Dynamo Berlin        | 53,44 s      |
| 200 m Freistil      | Roger Pyttel SC DHfK Leipzig                                                       | 1:53,31 min  | Rainer Strohbach TSC Berlin         | 1:54,54 min  | Wilfried Hartung TSC Berlin         | 1:55,62 min  |
| 400 m Freistil      | Frank Pfütze SC Dynamo Berlin                                                      | 3:58,59 min  | Rainer Strohbach TSC Berlin         | 3:58,69 min  | Lutz Löscher SC DHfK Leipzig        | 4:02,91 min  |
| 1500 m Freistil0    | Rainer Strohbach TSC Berlin                                                        | 15:54,53 min | Frank Pfütze SC Dynamo Berlin       | 16:02,90 min | Lutz Löscher SC DHfK Leipzig        | 16:04,23 min |
| 100 m Brust         | Wolfram Sperling SC DHfK Leipzig                                                   | 1:06,45 min  | Gregor Arnicke ASK Vorwärts Potsdam | 1:08,51 min  | Jörg Walter SC Turbine Erfurt       | 1:08,61 min  |
| 200 m Brust         | Wolfram Sperling SC DHfK Leipzig                                                   | 2:27,66 min  | Gregor Arnicke ASK Vorwärts Potsdam | 2:29,08 min  | Lehmann SC Dynamo Berlin            | 2:29,09 min  |
| 100 m Schmetterling | Roger Pyttel SC DHfK Leipzig                                                       | 55,35 s      | Hartmut Flöckner TSC Berlin         | 56,87 s      | René Plaeschke ASK Vorwärts Potsdam | 58,82 s      |
| 200 m Schmetterling | Roger Pyttel SC DHfK Leipzig                                                       | 1:59,63 min  | Hartmut Flöckner TSC Berlin         | 2:03,25 min  | Hilmar Leopold SC DHfK Leipzig      | 2:07,25 min  |
| 100 m Rücken        | Lutz Wanja ASK Vorwärts Potsdam                                                    | 58,03 s      | Michael Tauber SC Dynamo Berlin     | 59,27 s      | Karsten Lange TSC Berlin            | 1:00,00 min  |
| 200 m Rücken        | Michael Tauber SC Dynamo Berlin                                                    | 2:07,34 min  | Lutz Wanja ASK Vorwärts Potsdam     | 2:08,04 min  | Uwe Zillgith SC Dynamo Berlin       | 2:10,20 min  |
| 200 m Lagen         | Jörg Walter SC Turbine Erfurt                                                      | 2:11,20 min  | Uwe Zillgith SC Dynamo Berlin       | 2:11,40 min  | Andre Klahn SC DHfK Leipzig         | 2:12,79 min  |
| 400 m Lagen         | Uwe Zillgith SC Dynamo Berlin                                                      | 4:36,43 min  | Jörg Walter SC Turbine Erfurt       | 4:36,70 min  | Steffen Böhmert SC Einheit Dresden  | 4:37,90 min  |
| 4 × 100 m Freistil  | TSC Berlin Wilfried Hartung Hartmut Flöckner Wolfgang Wachenschwanz Michael Krause | 3:34,32 min  | SC Dynamo Berlin                    | 3:35,85 min  | ASK Vorwärts Potsdam                | 3:39,29 min  |
| 4 × 200 m Freistil  | SC DHfK Leipzig Roger Pyttel Lutz Löscher Steffen Lorenz Gerd Glogowsky            | 7:45,01 min  | TSC Berlin                          | 7:46,42 min  | SC Dynamo Berlin                    | 7:51,90 min  |
| 4 × 100 m Lagen     | SC DHfK Leipzig Peter Töpfer Wolfram Sperling Roger Pyttel Gerd Glogowsky          | 3:59,63 min  | ASK Vorwärts Potsdam                | 3:59,91 min  | TSC Berlin                          | 4:01,81 min  |

## Damen
| Wettbewerb          | Gold                                                                             | Gold        | Silber                                                               | Silber      | Bronze                                                                       | Bronze      |
| 100 m Freistil      | Kornelia Ender SC Chemie Halle                                                   | 55,73 s     | Barbara Krause SC Dynamo Berlin                                      | 56,01 s     | Claudia Hempel TSC Berlin                                                    | 56,80 s     |
| 200 m Freistil      | Kornelia Ender SC Chemie Halle                                                   | 1:59,78 min | Barbara Krause SC Dynamo Berlin                                      | 2:00,27 min | Andrea Pollack SC Dynamo Berlin                                              | 2:01,91 min |
| 400 m Freistil      | Barbara Krause SC Dynamo Berlin                                                  | 4:11,69 min | Petra Thümer SC Karl-Marx-Stadt                                      | 4:12,71 min | Andrea Pollack SC Dynamo Berlin                                              | 4:19,52 min |
| 800 m Freistil      | Petra Thümer SC Karl-Marx-Stadt                                                  | 8:40,68 min | Barbara Krause SC Dynamo Berlin                                      | 8:48,77 min | Andrea Pollack SC Dynamo Berlin                                              | 8:50,04 min |
| 100 m Brust         | Carola Nitschke SC Dynamo Berlin                                                 | 1:11,93 min | Hannelore Anke SC Karl-Marx-Stadt                                    | 1:12,69 min | Doris Meier SC Magdeburg                                                     | 1:15,03 min |
| 200 m Brust         | Carola Nitschke SC Dynamo Berlin                                                 | 2:36,19 min | Hannelore Anke SC Karl-Marx-Stadt                                    | 2:36,62 min | Karla Linke SC Einheit Dresden                                               | 2:37,20 min |
| 100 m Schmetterling | Kornelia Ender SC Chemie Halle                                                   | 1:00,13 min | Andrea Pollack SC Dynamo Berlin                                      | 1:01,02 min | Rosemarie Gabriel SC Dynamo Berlin                                           | 1:01,39 min |
| 200 m Schmetterling | Rosemarie Gabriel SC Dynamo Berlin                                               | 2:11,22 min | Ulrike Tauber SC Karl-Marx-Stadt                                     | 2:12,78 min | Andrea Pollack SC Dynamo Berlin                                              | 2:13,34 min |
| 100 m Rücken        | Kornelia Ender SC Chemie Halle                                                   | 1:01,62 min | Ulrike Richter SC Einheit Dresden                                    | 1:02,00 min | Birgit Treiber SC Einheit Dresden                                            | 1:02,78 min |
| 200 m Rücken        | Birgit Treiber SC Einheit Dresden                                                | 2:12,47 min | Ulrike Richter SC Einheit Dresden                                    | 2:13,27 min | Antje Stille SC Magdeburg                                                    | 2:16,48 min |
| 200 m Lagen         | Kornelia Ender SC Chemie Halle                                                   | 2:17,14 min | Birgit Treiber SC Einheit Dresden                                    | 2:19,04 min | Barbara Krause SC Dynamo Berlin                                              | 2:19,77 min |
| 400 m Lagen         | Birgit Treiber SC Einheit Dresden                                                | 4:48,79 min | Ulrike Tauber SC Karl-Marx-Stadt                                     | 4:49,76 min | Sabine Kahle SC Turbine Erfurt                                               | 4:51,43 min |
| 4 × 100 m Freistil  | SC Dynamo Berlin Barbara Krause Monika Seltmann Rosemarie Gabriel Andrea Pollack | 3:48,80 min | SC Einheit Dresden                                                   | 3:53,25 min | SC DHfK Leipzig                                                              | 3:54,37 min |
| 4 × 100 m Lagen     | SC Dynamo Berlin Monika Seltmann Carola Nitschke Andrea Pollack Barbara Krause   | 4:13,41 min | SC Einheit Dresden Ulrike Richter Karla Linke Maukisch Daniela Beier | 4:18,44 min | SC DHfK Leipzig Jutta Engelmann Marina Jank Anne-Katrin Schott Petra Priemer | 4:19,41 min |

1. ↑  Roger Pyttel stellte bereits im Vorlauf mit 52,48 einen neuen DDR-Rekord auf.
2. ↑  Frank Pfütze unterbot mit 3:58,59 seinen eigenen Europarekord, jedoch schwamm zur gleichen Stunde Wolodymyr Raskatow 3:58,02 bei den UdSSR-Titelkämpfen in Kiew.
3. ↑  Roger Pyttel stellte im Vorlauf mit 55,22 einen neuen Europarekord auf.
4. ↑  Roger Pyttel stellte bereits im Vorlauf mit 2:00,21 einen neuen Weltrekord auf.
5. ↑  Roger Pyttel stellte als Startschwimmer mit 1:53,25 einen neuen DDR-Rekord auf.
6. ↑  Rosemarie Gabriel stellte bereits im Vorlauf mit 2:12,84 einen neuen Weltrekord auf.
7. ↑  Ulrike Richter stellte als Startschwimmerin mit 1:01,51 einen neuen Weltrekord auf.

## Medaillenspiegel

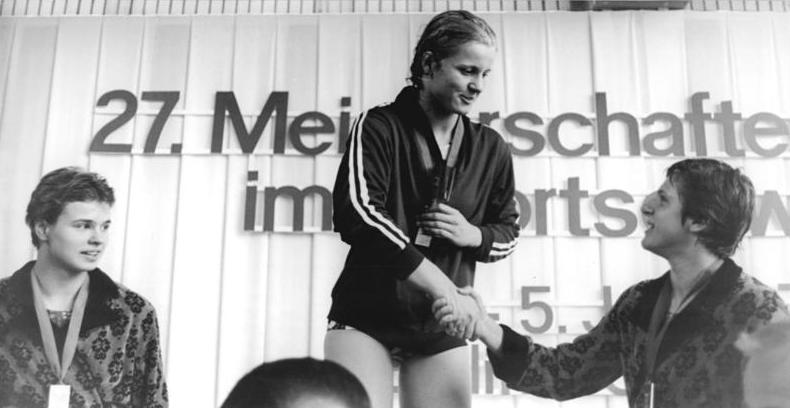
Die drei Erstplatzierten über 100 m Rücken der Damen (v. l. Richter, Ender und Treiber)

| Platz | Verein                        | Verein               | Gold | Silber | Bronze | Total |
| ----- | ----------------------------- | -------------------- | ---- | ------ | ------ | ----- |
| 1     | Logo vom SC Dynamo Berlin     | SC Dynamo Berlin     | 9    | 8      | 100    | 27    |
| 2     |                               | SC DHfK Leipzig      | 8    | –      | 6      | 14    |
| 3     | Logo vom SC Chemie Halle      | SC Chemie Halle      | 5    | –      | –      | 05    |
| 4     | Logo vom TSC Berlin           | TSC Berlin           | 2    | 5      | 4      | 11    |
| 5     | Logo vom SC Einheit Dresden   | SC Einheit Dresden   | 2    | 5      | 3      | 10    |
| 6     | Logo vom ASK Vorwärts Potsdam | ASK Vorwärts Potsdam | 1    | 5      | 2      | 08    |
| 7     | Logo vom SC Karl-Marx-Stadt   | SC Karl-Marx-Stadt   | 1    | 5      | –      | 06    |
| 8     | Logo vom SC Turbine Erfurt    | SC Turbine Erfurt    | 1    | 1      | 2      | 04    |
| 9     | Logo vom SC Magdeburg         | SC Magdeburg         | –    | –      | 2      | 02    |
|       | Total                         | Total                | 29   | 29     | 29     | 87    |